# Almazán-Villa
Almazán-Villa (hiszp. Estación de Almazán-Villa) – stacja kolejowa w miejscowości Almazán, w prowincji Soria, we wspólnocie autonomicznej Kastylia i León, w Hiszpanii. Jest obsługiwana przez pociągi Media Distancia (średniego zasięgu) Renfe

## Położenie
Znajduje się na 50,2 km linii Torralba – Castejón, na wysokości 938 m n.p.m., pomiędzy stacjami Coscurita i Tardelcuende.

## Historia
Kolej przybyła do Almazán 1 czerwca 1892 wraz z otwarciem linii Torralba-Soria. Prace były prowadzone przez kompanię Gran Central Español. W 1920 roku linia została przeniesiona do Sociedad de los Ferrocarriles Soria-Navarra, która zarządzała nią, aż do nacjonalizacji kolei w Hiszpanii w 1941 roku i utworzenia RENFE.

## Linie kolejowe
- Torralba – Castejón

## Połączenia
| Linia MD | Pociągi | Z/Do             |  | Do/Z  |
| -------- | ------- | ---------------- |  | ----- |
| 54       | TRD     | Madryt Chamartín |  | Soria |